# Seppo Hannula
Seppo Hannula (* 28. Mai 1946 in Kuusankoski) ist ein ehemaliger finnischer Skispringer.

## Werdegang
1963 gewann Hannula Bronze bei den Finnischen Juniorenmeisterschaften. Am Holmenkollen 1964 wurde er bei den Junioren Zweiter. Daraufhin bekam er den Platz als Ersatzstarter bei den Olympischen Winterspielen 1964 in Innsbruck. Zum Einsatz kam er jedoch nicht. 1964 und 1965 gewann er den Finnischen Junioren-Meistertitel im Springen von der Normalschanze. Zuvor hatte er sein internationales Debüt bei der Vierschanzentournee 1964/65 gefeiert. Dabei ging er jedoch nur auf der Schattenbergschanze in Oberstdorf an den Start und überraschte mit einem 13. Platz. Da er aber bei den weiteren Springen nicht antrat, beendete er die Tournee nur auf Rang 18 der Gesamtwertung. Bei der folgenden Vierschanzentournee 1965/66 startete er in allen vier Springen. Zwar gelang ihm dabei in Oberstdorf nur Rang 53, im Anschluss daran ging es aber steil bergauf. Bestes Ergebnis war Rang acht auf der Paul-Außerleitner-Schanze in Bischofshofen. Seine damit erfolgreichste Tournee beendete er auf Rang 14 der Tournee-Gesamtwertung. Nach einem Jahr Pause kehrte er bei der Vierschanzentournee 1967/68 noch einmal zurück ins finnische Team. Erneute Erfolge blieben dabei jedoch aus.
Bei den Finnischen Meisterschaften 1974 gewann er seinen ersten und einzigen Titel von der Normalschanze bei den Senioren.

## Erfolge

### Vierschanzentournee-Platzierungen
| Saison  | Platz | Punkte |
| ------- | ----- | ------ |
| 1964/65 | 18.   | 753,0  |
| 1965/66 | 14.   | 770,9  |
| 1967/68 | 49.   | 666,4  |